# Улица Сергея Ефремова (Чернигов)
Улица Сергея Ефремова (укр. Вулиця Сергія Єфремова) — улица в Деснянском районе города Чернигова. Пролегает от улицы Маресьева до улицы Александровская, исторически сложившаяся местность (район) Александровка.
Примыкают улицы Кольцевая.

## История
В 1970-е годы получила название улица Комарова — в честь советского лётчика-космонавта, дважды Героя Советского Союза Владимира Михайловича Комарова. 
Одна из первых улиц Александровки, проложенных до 1999 года — до вхождения в состав города Чернигова. Согласно Топографической карте М-36-015, по состоянию местности на 1985 год была проложена только южная часть улицы (до современной Кольцевой улицы). Согласно Опорному плану Чернигова, к 2001 году улица приобрела современные размеры. 
Переименована, после вхождения села Александровка в состав города Чернигова, для упорядочивания названий улиц, поскольку в Чернигове уже была улица с данным названием в районе Бобровица. 1 ноября 2006 года улица получила современное название — в честь украинского советского учёного, критика и литературоведа Сергея Александровича Ефремова, согласно Решению Черниговского городского совета (городской глава А. В. Соколов) 9 сессии 5 созыва «Про переименование улиц города» («Про перейменування вулиць міста»).

## Застройка
Улица пролегает в северном направлении с уклоном на восток — в сторону авиабазы «Чернигов» — параллельно проспекту Михаила Грушевского (улицы 1 Мая). Парная и непарная стороны улицы заняты усадебной застройкой, частично не застроена. В начале улица имеет ответвление к улице 1 Мая. 
Учреждения: нет